# Jaan Tõnisson
Jaan Tõnisson (Parròquia de Viiratsi, Viljandi, 22 de desembre de 1868 - 1941?) va ser un polític estonià, que va ocupar el càrrec de Primer Ministre d'Estònia en dues ocasions entre 1919 i 1920 i com a ministre de Relacions Exteriors d'Estònia des del 1931 fins a 1932.